# Двуречанская поселковая община
Двуричанская поселковая территориальная община (укр. Дворічанська селищна громада) – территориальная община в Украине, в Купянском районе Харьковской области. Административный центр – поселок Двуречная.

## География
Площадь общины - 1113,3 км2, население общины - 16 568 человек (2020).
Расположена в северо-восточной части Харьковской области. Община граничит на севере с Ольховатской общиной и Россией, на востоке - с Великобурлукской, Кондрашевской общинами, на юге - с Петропавловской общиной Харьковской области, на западе - с Троицкой общиной Сватовского района Луганской области. Через общину проходит автодорога Р 79. От центра общины поселка Двуречная дорогой до города Харькова – 142 км, до райцентра города Купянска – 24 км.
Географически община расположена в зоне лесостепи. Территория преимущественно равнинная, с плодородными почвами, что способствует развитию сельского хозяйства.
Через общину протекает река Оскол, являющаяся важной водной артерией региона.

## История
Создана 12 июня 2020 года путем объединения Дворичанского поселкового совета и Богдановского, Ольшанского, Каменского, Колодезненского, Кутьковской, Лиманской Второй, Николаевской, Новоегоровской, Петро-Ивановской, Песковской, Редкодубовской, Тавильжанской и Токарйвского сельских советов.
25 октября 2020 Первые выборы поселкового совета и поселкового председателя Двуречанской поселковой общины состоялись.

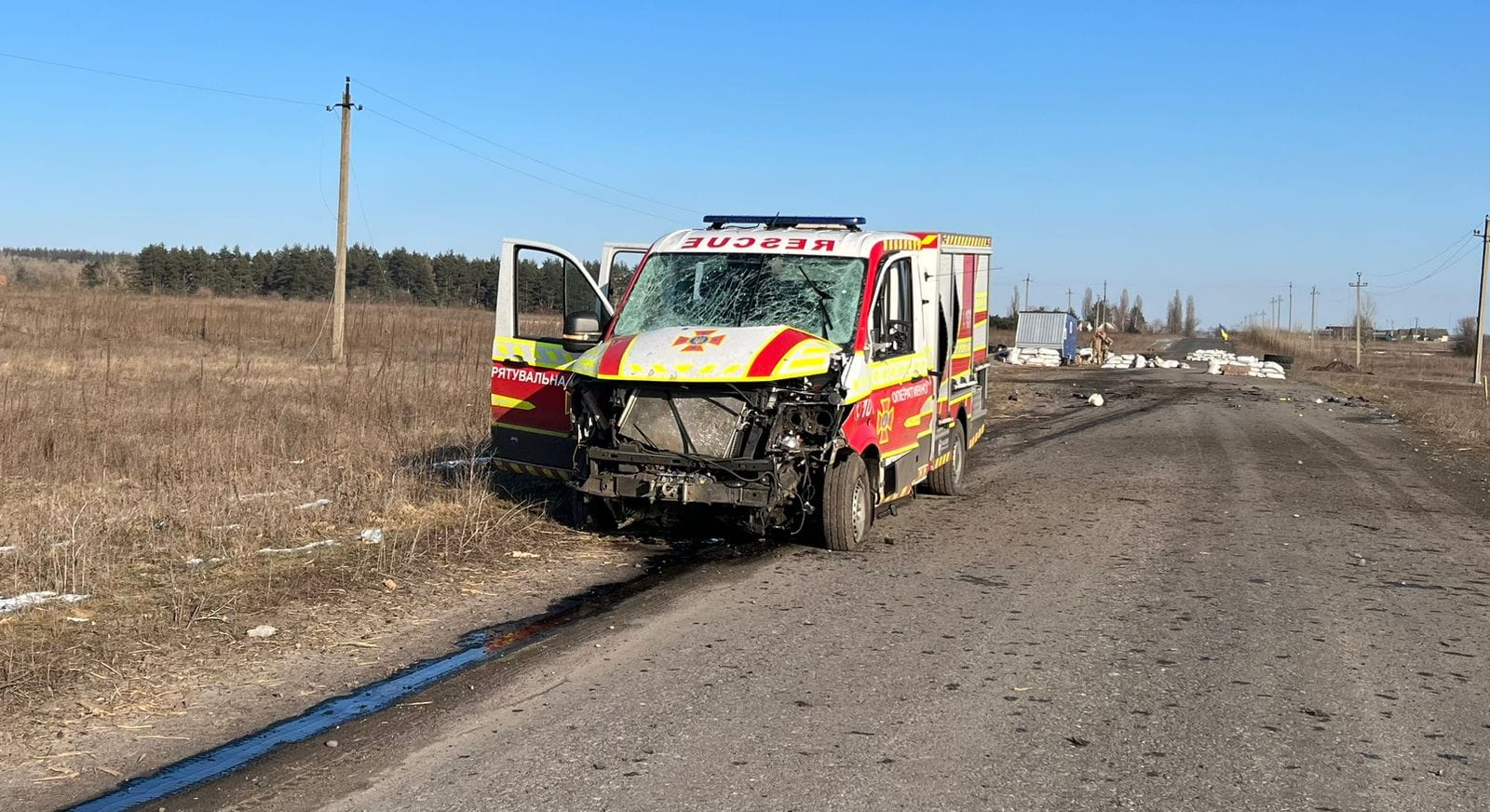
Поврежден автомобиль ГСЧС на территории общины после обстрела. 2023 год

24 февраля 2022 г.: С началом полномасштабного вторжения России в Украину, вся территория Двуречанской общины оказалась под оккупацией российских войск. Во время оккупации председатель общины Галина Турбаба дважды была заключена за отказ сотрудничать с оккупантами. Во время ее заключения некоторые местные чиновники согласились сотрудничать с российскими войсками.
Сентябрь 2022: Во время Харьковского контрнаступления Вооруженные Силы Украины освободили часть территории общины. До 12 сентября линия фронта проходила по реке Оскол, разделяя общину на освободившуюся и оккупированную части. В частности, были освобождены населенные пункты Гряниковка, Двуречное, Воробьевка, Лиман Первый и Масютовка.

## Населённые пункты

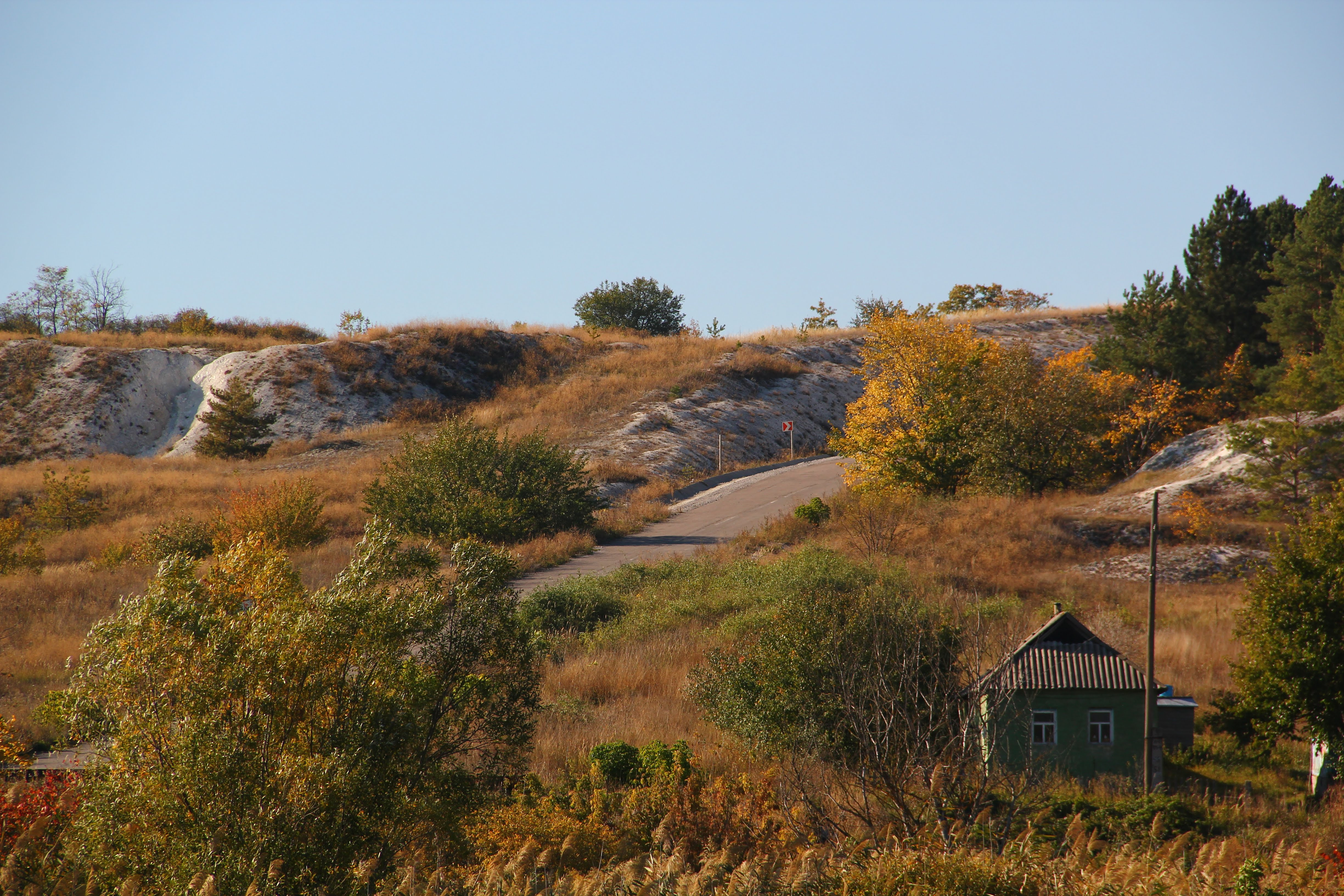
с. Новомлынск

| с. Берестовое с. Богдановское с. Бологовка с. Васильцовка пос. Великий Выселок с. Водяное с. Горобьевка с. Граково с. Гряниковка пос. Двуречанское пгт Двуречная пос. Двуречное с. Добролюбовка с. Довгенькое с. Западное с. Ивановка с. Каменка с. Касьяновка с. Колодезное | с. Красное Первое с. Кутьковка с. Лиман Второй с. Лиман Первый с. Лозовая Вторая с. Лозовая Первая с. Мальцевка с. Масютовка с. Мечниково с. Митрофановка с. Неждановка с. Николаевка с. Нововасилевка с. Новоегоровка с. Новомлынск с. Новоужвиновка с. Обуховка с. Ольшана с. Отрадное | с. Павловка с. Першотравневое (б. Мануиловка) с. Пески с. Песчанка с. Петровка с. Петровское с. Петро-Ивановка с. Плескачовка с. Путниково с. Редкодуб с. Строевка с. Таволжанка с. Терны с. Токаревка с. Тополи пос. Тополи с. Фиголевка |

## Транспорт

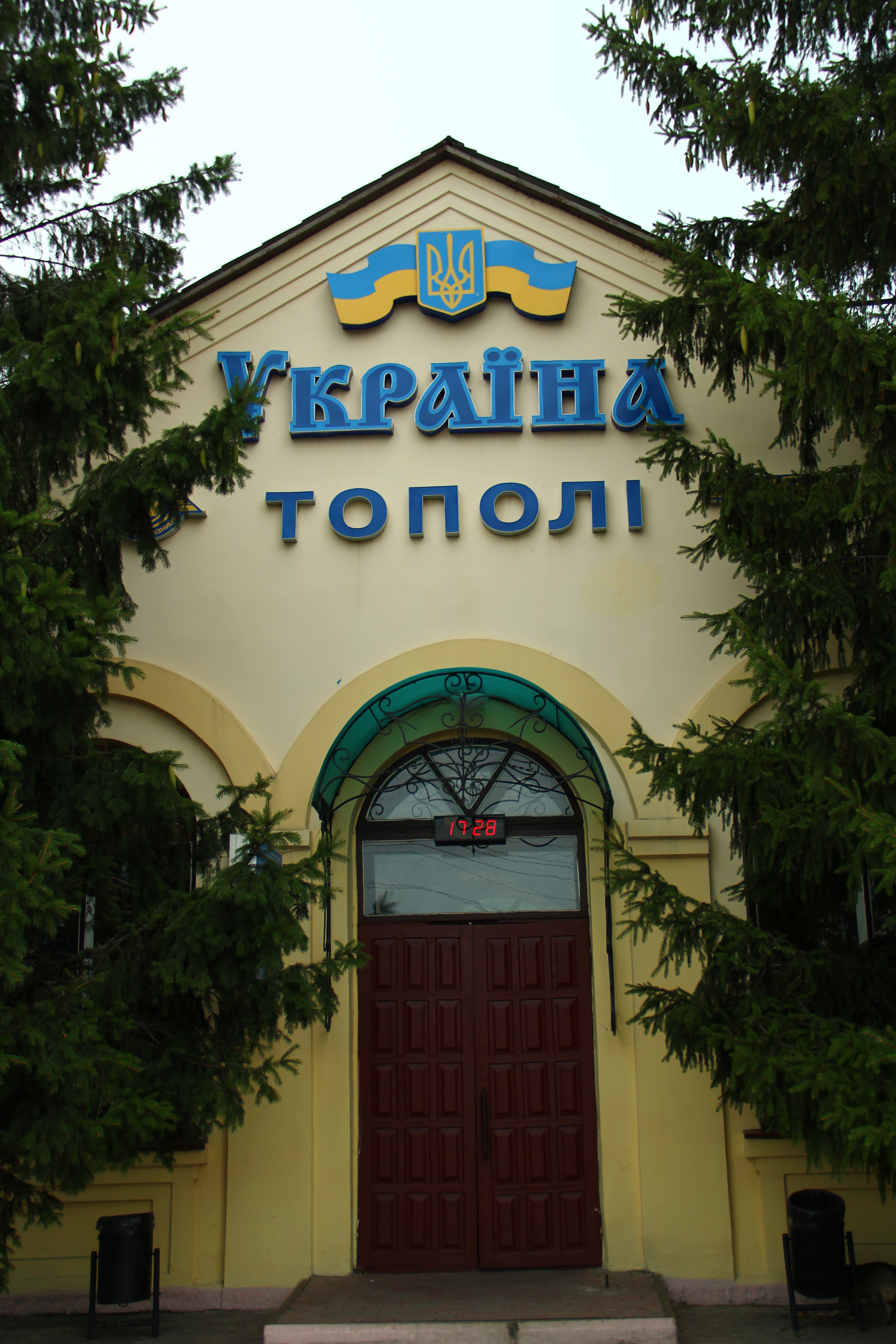
Приграничная станция Тополя

Через общину проходит автодорога Р 79 и дороги территориального значения.
По территории Двуречанской поселковой территориальной общины проходит железнодорожная линия Купянск — Валуйки, которая является частью Южной железной дороги Украины. Эта линия электрифицирована переменным током и имеет два пути. Со станциями в общине — Молчаново, Двуречная, Гряниковка, Неждановская, Лиманская, Тополя.
Эта железнодорожная ветвь имеет важное логистическое значение, поскольку соединяет Купянск – один из крупнейших железнодорожных узлов Харьковской области – с приграничными районами и Россией. В связи с военными действиями линия стала объектом стратегического интереса, а район вуречной — зоной активных боевых действий.

## Достопримечательности
- Национальный природный парк «Двуречанский»

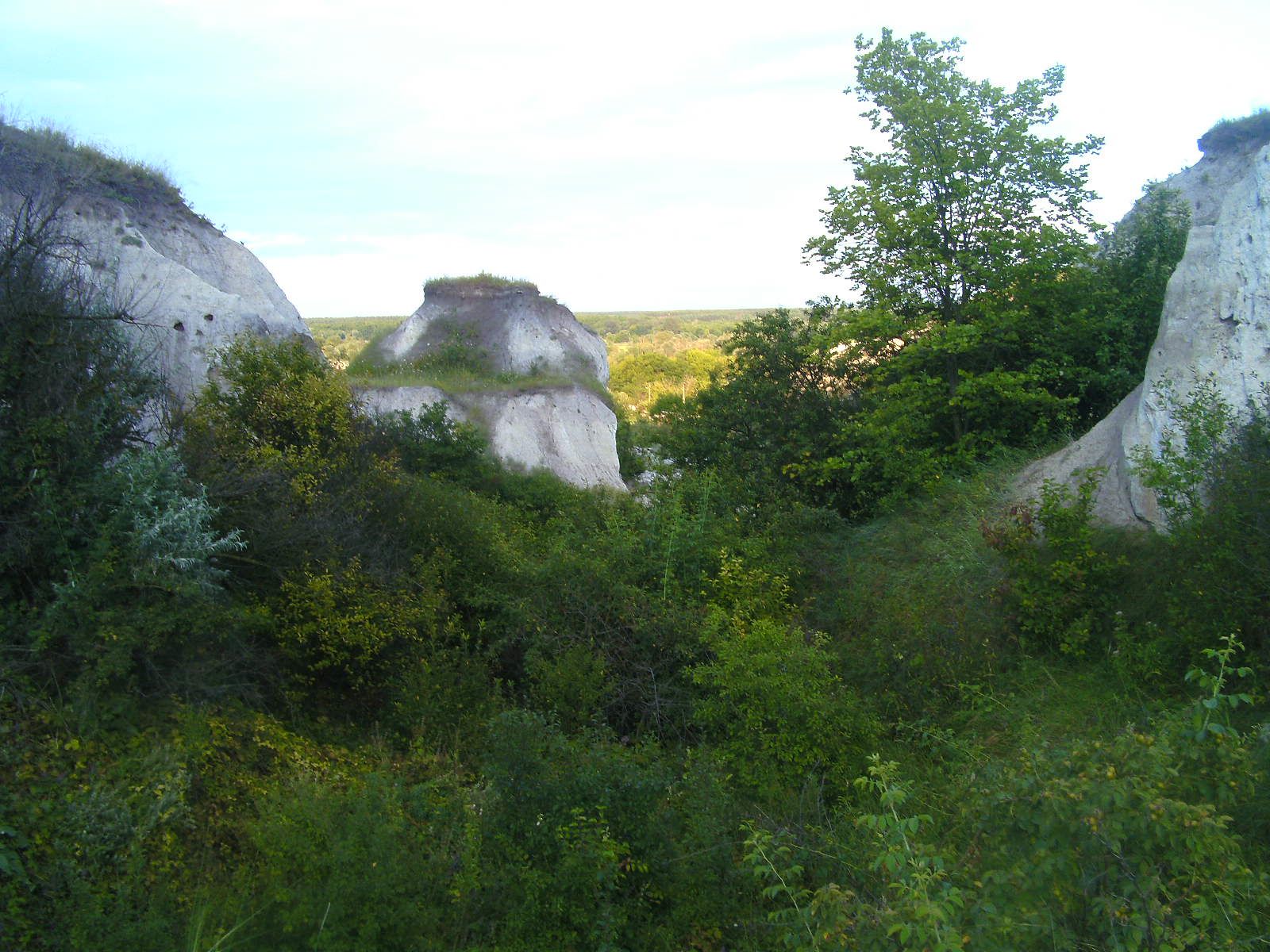
Меловые горы общины

Созданный в 2009 году, этот парк охватывает более 3100 гектаров на правом берегу реки Оскол. Он известен своими меловыми горами, уникальными степными ландшафтами и эндемичной флорой, в том числе редкими видами полыни, иссопа и матиолы. Также здесь обитают колонии сурков. Парк является идеальным местом для экотуризма и научных исследований.
- Река Оскол

Эта река имеет историческое значение, поскольку по ее берегам проходил князь Игорь во время своих походов. Местность вокруг реки привлекает любителей природы и истории.
- Село Мечниково

Это село является родиной Ильи Мечникова, лауреата Нобелевской премии по медицине. В общине планировалось восстановление наследия, связанного с ученым, включая мемориальные объекты.
На территории общины сохранились объекты исторического и культурного наследия, включая старинные храмы, усадьбы и археологические памятники.